# Martin Cruz Smith
Martin Cruz Smith, nato Martin William Smith (Reading, 3 novembre 1942 – San Rafael, 11 luglio 2025), è stato uno scrittore e giornalista statunitense, noto principalmente per i suoi romanzi di genere thriller-poliziesco - in particolare per la serie con l'investigatore russo Arkady Renko, il cui primo volume Gorky Park (1981) divenne un bestseller mondiale,  premiato col Pugnale d'oro negli Stati Uniti e trasformato in nel film omonimo del 1983 - ma anche per quelli di genere western e spionaggio. Fu autore anche di un romanzo ucronico (The Indians Won, 1970).

## Biografia
Nacque il 3 novembre 1942 nella città di Reading, in Pennsylvania, figlio di John Calhoun Smith, musicista jazz, e Louise Lopez, una nativa americana Pueblo, cantante jazz e leader del movimento per i diritti degli indiani d'America e  Miss New Mexico nel 1939.
Nel 1977 cambiò legalmente il suo secondo nome William in Cruz, nome della nonna materna. Dopo aver frequentato l'Università della Pennsylvania, dove si laureò in Scrittura creativa nel 1964, Smith lavorò come reporter al Philadelphia Daily News. Nel suo primo romanzo The Indians Won (1970), affrontò il problema delle minoranze, in questo caso quello degli indiani d'America, e sconfinando nell'ucronia. Nella sua seconda opera, I due cuori di Roman Grey (1971), proseguì lungo questo filone. Nel 1981 Smith pubblicò Gorky Park, divenuto rapidamente un best seller internazionale, anche per le inedite ambientazioni.
Smith era meglio conosciuto per i suoi romanzi con protagonista l'investigatore russo Arkady Renko, che ha introdotto in Gorky Park (1981). Il romanzo, che il Time definì il "primo thriller degli anni '80", divenne un bestseller e vinse un Gold Dagger dalla British Crime Writers' Association. Renko è apparso in seguito in altri nove romanzi di Smith. Gorky Park ha debuttato nella lista dei bestseller del New York Times il 26 aprile 1981 e ha occupato il primo posto per una settimana. Rimase al secondo posto per oltre tre mesi, battuto solo dalla Noble House di James Clavell, e rimase nella top 15 fino a novembre dello stesso anno. 
Durante gli anni '90, Smith vinse due volte il Dashiell Hammett Award dalla filiale nordamericana dell'International Association of Crime Writers. La prima volta fu per Rose, nel 1996; la seconda volta per la Baia dell'Avana, nel 1999. Il 5 settembre 2010, lui e Arkady Renko sono tornati nella lista dei bestseller del New York Times quando Three Stations ha debuttato al n. 7 nella lista dei bestseller di narrativa. Gli ultimi due romanzi con Renko sono Piazza dell'Indipendenza (2023) e Hotel Ukraine (2025).
Smith visse in California, dove visse con la moglie e i tre figli, continuando a considerarsi un outsider della scrittura. Sofferente del morbo di Parkinson, muore in una comunità per anziani a San Rafael, California, l'11 luglio 2025, all'età di 82 anni. Ha vissuto a San Rafael con la moglie e tre figli, continuando a considerarsi un outsider della scrittura.

### Pseudonimi
Smith originariamente scrisse con il nome di "Martin Smith", solo per scoprire che c'erano altri scrittori con lo stesso nome. Il suo agente gli chiese di aggiungere un terzo nome e lui scelse Cruz, il cognome della nonna paterna. Usò numerosi pseudonimi per la sua lunga produzione letteraria.

## Attività letteraria
Nella prolifica produzione narrativa di Cruz Smith, apparsa sotto diversi nomi d'arte, quelli di maggior successo hanno per protagonista l'ispettore moscovita Arkady Renko, divenuto uno dei personaggi letterari meglio costruiti ed amati dal pubblico. Riservato ed apparentemente chiuso, Renko è in realtà un uomo dalle eccezionali doti investigative, che mal si sposano col suo scetticismo e cinismo riguardo all'opprimente apparato burocratico e politico dell'URSS.
Nel primo libro della serie, Gorky Park, che prende il nome dal parco moscovita dove vengono rinvenuti tre cadaveri, Renko si ritrova ad affrontare un caso difficoltoso, osteggiato dal colonnello Pribluda, membro dei servizi segreti del KGB che, in seguito, da acerrimo nemico diverrà il solo disposto ad aiutarlo. È in questo primo capolavoro dello scrittore americano che appare la figura di Irina Asanova, una ragazza tanto affascinante quanto misteriosa, di cui Arkady si innamorerà.
Il secondo libro della serie è Stella Polare. Il titolo stavolta deriva dal nome di un peschereccio sovietico, sul quale il Nostro è stato costretto ad imbarcarsi dopo le lunghe ed agitate peripezie che chiudono il primo libro. La bellezza di questo secondo romanzo della serie consiste soprattutto nell'ambientazione: tutto il libro, eccezion fatta che per poche pagine, si svolge a bordo della nave. In questo ambiente così claustrofobico e malsano, l'ispettore Renko, ormai degradato a mero marinaio, deve scoprire chi ha assassinato un membro dell'equipaggio, una giovane donna addetta alla pulizia del pescato. In questa avventura Renko conoscerà un'altra donna, e nonostante un rapporto amoroso fugace rimarrà sempre mentalmente legato alla sua amata Irina.
In Red Square l'indagine sulla morte di un delinquente condurrà Arkady in Germania, prima a Monaco e poi a Berlino, direttamente tra le braccia di Irina, adesso trasferitasi nella Germania Occidentale. In questo capolavoro letterario Cruz Smith unisce attimi di struggente malinconia (nelle prime pagine Arkady rincasa alla sera esclusivamente per ascoltare la voce di Irina alla radio) a momenti di azione e di investigazione, creando personaggi secondari efficaci e credibili, quali la patologa Polina e l'agente Minin. Alla prima Arkady recita anche una poesia della Achmatova:
Brindo alla nostra casa in rovina

ai dolori della mia vita

alla nostra solitudine insieme

E a te sollevo il bicchiere

a labbra malvagie, 

che ci hanno tradito

ad occhi gelidi e spietati

e alle dure realtà della vita

che è rozza e brutale

che Dio non ci ha salvati.
Havana è forse il libro più pessimista della serie, dove Arkady perde le poche certezze della sua vita, arrivando al punto di tentare il suicidio. Stavolta le indagini del Nostro si svolgeranno a Cuba, con l'aiuto di una poliziotta locale.
In Lupo mangia cane la storia drammatica della Russia si sposa con l'ennesimo capolavoro di Smith: l'ispettore Renko, sempre più disilluso e triste, stavolta è in Ucraina, a Černobyl', per indagare su un suicidio che a lui non appare tale. Tra le rovine di un luogo devastato dall'incidente nucleare, dove vivono poche decine di persone che hanno deciso di non abbandonare le loro abitazioni, Arkady lotterà contro l'ottusità della polizia locale, contro un ambiente naturale ostile e malato, ma soprattutto contro nemici che non immaginava di avere. In questo libro appare la nuova figura femminile, la dottoressa Eva Kazka, una donna affascinante quanto imprevedibile, dalla spiccata intelligenza ed astuzia ma anche dal carattere spigoloso e freddo. Appare anche Zhenya, un orfano con problemi di socializzazione, conosciuto per caso da Arkady che diverrà, nonostante problemi quasi insormontabili, il suo miglior amico ed una sorta di padre putativo.
Nell'ultimo romanzo, il fantasma di Stalin, Renko affronterà, come già accaduto in Red Square, un'indagine in cui il sospettato è anche il suo antagonista amoroso. Se in Red Square Max Albov voleva rubargli Irina, stavolta è un pluridecorato militare, candidato alla presidenza della neonata repubblica Russa, a volergli sottrarre la dottoressa Kazka.
I motivi del fascino della serie dell'ispettore Renko sono molteplici: curatissime le ambientazioni, sia storicamente che geograficamente; caratterizzati eccellentemente tutti i personaggi, compresi quelli minori; avventure avvincenti, dove il noir riesce a sposarsi coi sentimenti. Il protagonista, Arkady, umano ed "antieroe", affronta le continue peripezie che seguono il crollo del vecchio sistema comunista, per procedere nel caos economico-sociale seguente alla disgregazione politica della Russia negli Anni Novanta, per proseguire col rinascente revanscismo e repressione della Russia di Putin, e si conclude con l'invasione in grande scala dell'Ucraina nel 2022.

## Opere

### Serie dell'IspettoreArkady Renko
- Gorky Park (Gorky Park, 1981), Milano, Mondadori, 1982, ISBN 88-04-55225-5.
- Stella polare (Polar Star, 1989), Milano, Mondadori, 1990, ISBN 88-04-33266-2.
- Red Square (Red Square, 1992), Milano, Mondadori, 1993, ISBN 88-04-40049-8.
- Havana (Havana Bay, 1999), trad. di Valentina Guani, Collana Omnibus, Milano, Mondadori, 1999, ISBN 88-04-48695-3.
- Lupo mangia cane (Wolves Eat Dogs, 2004), trad. di Mariagiulia Castagnone, Collezione Omnibus, Milano, Mondadori, 2005, ISBN 88-04-54860-6.
- Il fantasma di Stalin (Stalin's Ghost, 2007), trad. di Mariagiulia Castagnone, Collana Omnibus, Milano, Mondadori, 2008, ISBN 978-88-04-57871-0.
- Le tre stazioni (Three Stations, 2010), trad. di Mariagiulia Castagnone, Collezione Omnibus, Milano, Mondadori, 2011, ISBN 978-88-04-60701-4.
- Tatiana (Tatiana, 2013), trad. di Mariagiulia Castagnone, Collezione Omnibus, Milano, Mondadori, 2015, ISBN 978-88-046-0701-4.
- L'enigma siberiano (The Siberian Dilemma, 2019), trad. di Stefano Massaron, Collezione Omnibus, Milano, Mondadori, marzo 2020, ISBN 978-88-047-2216-8.
- Independence Square (2023), trad. di Laura Tasso e Sara Crimi, Collezione Omnibus stranieri, Milano, Mondadori, settembre 2024, ISBN 978-88-047-7693-2.
- Hotel Ukraine, New York, Simon & Schuster, 2025, ISBN 978-19-82-188-38-2.

### SerieRoman Grey
Scritti come 'Martin Smith', è incentrata su un antiquario a New York City
- Roman lo zingaro (Gypsy in Amber, 1971), trad. di Eugenio Balduzzi, Gialli Rizzoli n.10 (settimanale), Milano, Rizzoli, 7 agosto 1975.[5]
- I due cuori di Roman Grey (Canto for a Gypsy, 1972), trad. di Nicoletta Lamberti, Il Giallo Mondadori n.2652, 28 novembre 1999. [finalista all'Edgar Award 1973]

### Scritti con lo pseudonimo di Simon Quinn

#### SerieThe Inquisitor
1. The Devil in Kansas, 1974
2. The Last Time I Saw Hell, 1974
3. Nuplex Red, 1974
4. His Eminence, Death, 1974
5. The Midas Coffin, 1975
6. Last Rites for the Vulture, 1975

### Altri romanzi
- The Human Factor, 1975

### Scritto con lo pseudonimo di Martin Quinn
- The Wilderness Family, 1975

### Scritti con lo pseudonimo di Nick Carter
- Inca Death Squad, 1972
- The Devil's Dozen, 1973
- Code Name: Werewolf, 1973

### Scritti con lo pseudonimo di Jake Logan
- North to Dakota (a Slocum western), 1976
- Ride for Revenge (a Slocum western), 1977

### Altri romanzi
- The Indians Won, 1970
- The Analog Bullet, 1972
- L'ala della notte (Nightwing, 1977), trad. di Nicoletta Lamberti, Collana Oscar Bestsellers n.992, Milano, Mondadori, 1999, ISBN 88-04-47085-2; Gialli Mondadori n.2613. [finalista all'Edgar Award 1978]
- Los Alamos (Stallion Gate, 1986), trad. di Roberta Rambelli, Collezione Omnibus, Milano, Mondadori, 1986.
- Overture to Death, 1986
- La rosa nera (Rose, 1996), trad. di Ettore Capriolo, Collezione Omnibus, Milano, Mondadori, 1997, ISBN 88-04-44858-X.
- Tokyo Station (December 6, 2002), trad. di Renato Pera, Collezione Omnibus, Milano, Mondadori, 2002, ISBN 88-04-53257-2.
- La ragazza di Venezia (The Girl from Venice, 2016), trad. di Mariagiulia Castagnone, Collezione Omnibus, Milano, Mondadori, 2017, ISBN 978-88-046-7565-5.

## Premi
- Nel 1981 vinse il premio Gold Dagger Award con il romanzo Gorky Park.
- Nel 1996 vinse il premio Hammett con il romanzo Rose[6].
- Nel 1999 vinse per la seconda volta il premio Hammett (per la migliore opera poliziesca del 1999) con il romanzo Havana Bay.[6]
- Nel 2000 fu finalista Gold Dagger Award con il romanzo Havana Bay.
- Nel 2019 vinse il Grand Master Award.

## Filmografia
- 1975 - The Art of Crime (Film TV) - da Gypsy in Amber
- 1979 - Le ali della notte - da L'ala della notte
- 1983 - Gorky Park - dal romanzo omonimo